# 2014年科技
2014年科學技術領域所發生的一些重要事件。

## 重大獎項

### 諾貝爾獎
- 物理學：赤崎勇、天野浩、中村修二
- 化學：艾力克·貝齊格、斯特凡·赫爾、威廉·莫爾納爾
- 醫學：約翰·奧基夫、邁-布里特·莫澤、愛德華·莫澤
- 文學：派屈克·莫迪亞諾
- 和平：凱拉西·薩塔亞提、馬拉拉·優素福扎伊
- 經濟學：讓·梯若爾

### 圖靈獎
- 麥可·斯通布雷克